# Adam Zech
Adam Zech der Ältere (* um 1520 in Schwaz; † 1607 in Deubach) war fürstbischöflicher Kanzler und Stadtschreiber von Augsburg.

## Leben
Er stammte aus dem ursprünglich bürgerlichen Geschlecht Zech, welches später in den Augsburger Patrizier- und Freiherrenstand erhoben wurde. Sein Vater war Hans Wolf Zech über den sonst nichts weiteres bekannt ist und dessen Ehefrau Helena von Sontheim. Fälschlicherweise wird er mit den Zech von Tienden in Verbindung gebracht, die ebenfalls in Schwaz und Augsburg ansässig waren. Adam Zech schrieb sich im Wintersemester 151/41 an der Universität Ingolstadt ein und gab als einen Herkunftsort Schwaz an. Darauf promovierte er zum Doktor der Rechte. In Augsburg bekleidete er das Amt des bischöflichen Kanzlers. 1579 bzw. 1589 erwarb er in der Umgebung von Augsburg die Herrschaft Deubach als Lehen der Markgrafschaft Burgau. 1584 erhielt er in Augsburg die Stelle des Stadtschreibers und wurde mit dem Prädikat „von Deybach“ in den Ritterstand erhoben.

## Familie
Adam Zech war mit Dorothea Dilherr, die Tochter des bischöflichen Rates und Kanzlers von Dillingen Rochus Dilherr verheiratet. Sein Sohn der Ratskonsulent Adam Zech der Jüngere (* 1555; † 1591) heiratete 1585 in Augsburg Felicitas Welser, wodurch er zum Mitglied der Herrenstube wurde.